# والنتینا گلبان
والنتینا گلبان (به انگلیسی: Valentina Golban) سیاستمدار اهل کشور مولداوی است. وی از ۲۰۰۵ تا ۲۰۰۹ عضو پارلمان این کشور بود.